# Къща на Боздуганови
Къщата на Боздуганови се намира на ъгъла на ул. Александровска 62 и ул. Асен Златаров и е построена през 1923 г. по проект на арх. Сава Бобчев и арх. Чехларов. Построена е на ъгъл сполучливо подчертан с кула. На партера са били разположени 6 магазина, а над тях са били обособени трите апартамента на собствениците. В сутерена се е разполагала винарска изба.
Арх. Сава Бобчев е забележителен русенец, един от създателите на архитектурно-археологическата наука в България. Завършва архитектура в Берлин. Бил е държавен архитект в Русе, началник на архитектурната дирекция в София и доцент по история на архитектурата във ВИСИ до 1970 г.
През 1919 гбратя Боздуганови отварят хан и кръчма близо до Хиподрума, продават вино на едро в цяла Северна България. През 1927 г. откриват конячната фабрика „Братя Боздуганови“, АД „Ром“, содо-лимонадено дружество „Свети Трифон“, винарска кооперация „Грозд“.
Наследник на известния род Боздуганови е и русенският интелектуалец Никола Боздуганов (1924 – 2006).
Друга известна личност от този род е музикантът Димитър Боздуганов, който живее в Германия и е бил виолист във Франкфуртската опера заедно със своята съпруга Здравка, внучка на художника Марин Устагенов.
Днес част от къщата е собственост на Иван Хаджииванов, внук на Иван Хаджииванов, който полага необходимите грижи сградата да бъде запазена като част от стария Русе.